# Mount Nesbit
Der Mount Nesbit ist ein Hügel an der Westküste des Inselstaates Grenada.

## Geographie
Der Hügel thront über der Küste im Westen des Landes auf dem Gebiet des Parish Saint John zwischen Dothan und Gouyave. Im Landesinnern liegt ein gleichnamiger Wohnplatz.